# Bernard Tomić (glumac)
Bernard Tomić (Zagreb, 23. studenog 1992.) hrvatski je kazališni, filmski i televizijski glumac.

## Životopis
Glumom se počinje baviti već u prvom razredu srednje škole, kada prolazi audiciju za kultnu predstavu Zagrebačkog kazališta mladih Generacija 91. - 95. redatelja Boruta Šeparovića, nastalu prema tekstu Jebo sad hiljadu dinara Borisa Dežulovića. Predstava je iznjedrila čitav niz budućih profesionalnih glumaca, među kojima su Andrej Kopčok, Ivan Pašalić, Matija Čigir, Matija Šakoranja, Nikola Nedić i Svebor Kamenski Bačun.
Nakon završene srednje škole upisuje se na studij glume na Akademiji dramske umjetnosti u Zagrebu, no nikada je ne završava. Bez obzira na to radi na nizu kazališnih projekta i jedan je od najzaposlenijih i najnagrađivanijih glumaca svoje generacije. 
Najčešće surađuje sa redateljem Ivanom Penovićem (Katalonac i Proces Kafka u Teatru &TD, Flex i Ti si prvi hrabar u KunstTeatru...), Draženom Krešićem (Gard i Slučajna smrt jednog redatelja u Teatru &TD) i Borutom Šeparovićem (uz spomenutu inicijalnu Generaciju, tu je i Mladež bez Boga i Jezik kopačke u ZKM-u u koprodukciji s Montažstrojem). 
Ostvario je niz uloga na filmu, a ističe se glavna uloga u filmu Proslava Brune Ankovića za koju dobiva Zlatnu arenu na najbolju glavnu mušku ulogu. 
Na televiziji se pojavljuje u popularnim serijama Metropolitanci i Dnevnik velikog Perice. 
Iako je igrao u predstavama u gotovo svim zagrebačkim kazalištima, najčešće ga se može vidjeti u produkcijama na sceni Teatra &TD i KunstTeatra. 

## Vanjske poveznice
- Bernard Tomić u internetskoj bazi filmova IMDb-u (engl.)